# Nupaky
Nupaky jsou obec v okrese Praha-východ ve Středočeském kraji. Leží zhruba sedmnáct kilometrů jihovýchodně od centra hlavního města Prahy a asi čtyři kilometry západně od města Říčany. V jihozápadním sousedství obce probíhá dálnice D1. Žije zde přibližně 2 100 obyvatel.

## Historie
První písemná zmínka o obci pochází z roku 1406.
K 1. lednu 2015 zde žilo 1400 obyvatel. Průměrný věk obyvatel byl 31,2 let, Nupaky tím byly v České republice obcí s nejnižším průměrným věkem.

## Obyvatelstvo
| Rok            | 1869 | 1880 | 1890 | 1900 | 1910 | 1921 | 1930 | 1950 | 1961 | 1970 | 1980 | 1991 | 2001 | 2011  | 2021  |
| -------------- | ---- | ---- | ---- | ---- | ---- | ---- | ---- | ---- | ---- | ---- | ---- | ---- | ---- | ----- | ----- |
| Počet obyvatel | 138  | 164  | 200  | 194  | 165  | 161  | 223  | 162  | 139  | 128  | 108  | 81   | 96   | 1 054 | 2 062 |
| Počet domů     | 15   | 20   | 20   | 22   | 21   | 20   | 28   | 30   | 30   | 29   | 30   | 30   | 51   | 251   | 391   |

## Obecní správa

### Územněsprávní začlenění
Dějiny územněsprávního začleňování zahrnují období od roku 1850 do současnosti. V chronologickém přehledu je uvedena územně administrativní příslušnost obce v roce, kdy ke změně došlo:
- 1850 země česká, kraj Praha, politický okres Jílové, soudní okres Říčany, obec Benice[7]
- 1855 země česká, kraj Praha, soudní okres Říčany, obec Benice[7]
- 1868 země česká, politický okres Český Brod, soudní okres Říčany, obec Benice[7]
- 1898 země česká, politický okres Žižkov, soudní okres Říčany, obec Benice[8]
- 1921 země česká, politický okres Žižkov, sídlo Říčany, soudní okres Říčany[9][10]
- 1925 země česká, politický i soudní okres Říčany[11]
- 1939 země česká, Oberlandrat Praha, politický i soudní okres Říčany[12]
- 1942 země česká, Oberlandrat Praha, politický okres Praha-venkov-jih, soudní okres Říčany[13]
- 1945 země česká, správní i soudní okres Říčany[14]
- 1949 Pražský kraj, okres Říčany[15]
- 1960 Středočeský kraj, okres Praha-východ, obec Čestlice[16]
- k 24. listopadu 1990 Středočeský kraj, okres Praha-východ[10]

### Obecní symboly
Znak a vlajka byly obci uděleny rozhodnutím předsedy Poslanecké sněmovny Parlamentu České republiky dne 13. května 2003.

## Společnost
V obci Nupaky (172 obyvatel) byly v roce 1932 evidovány tyto živnosti a obchody: 2 hostince, kovář, trafika, 3 obchody se smíšeným zbožím, velkostatek Nouzák.

## Doprava
Územím obce prochází dálnice D1, která se zde kříží s Pražským okruhem. Dále jsou zde silnice III. třídy:
- III/00312 Čestlice - Nupaky - Kuří
- III/3338 Benice - Nupaky

V obci má zastávky příměstská autobusová linka č.385 Praha, Opatov - Louňovice (V roce 2020 v pracovních dnech 50 spojů, o víkendech 34 spojů) (dopravce ARRIVA City, s. r. o.).

## Pamětihodnosti
- památník obětem první světové války
- zvonička na návsi
- Společenské centrum

## Další fotografie

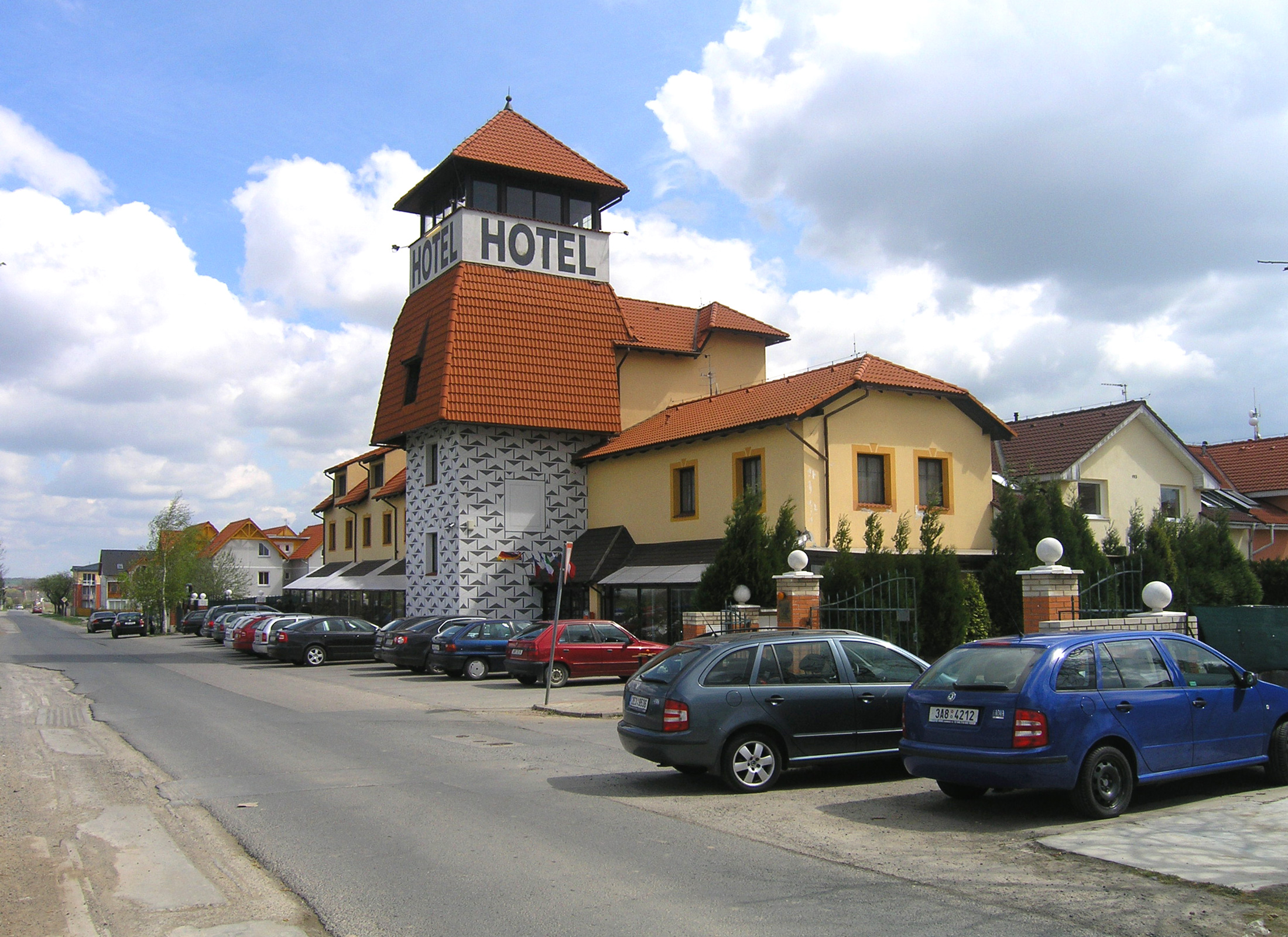
Hotel U věže v Nupakách
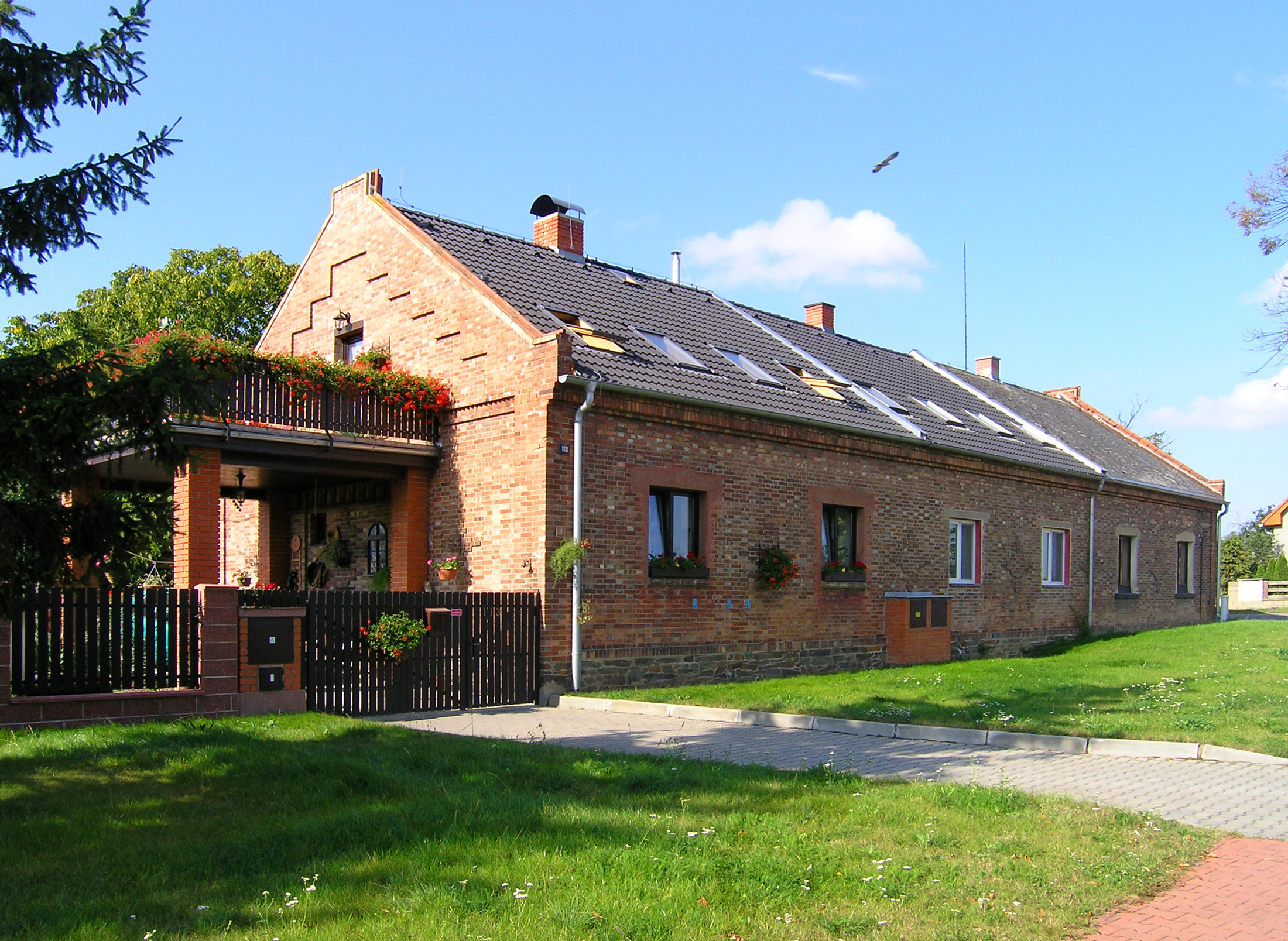
Dům na návsi
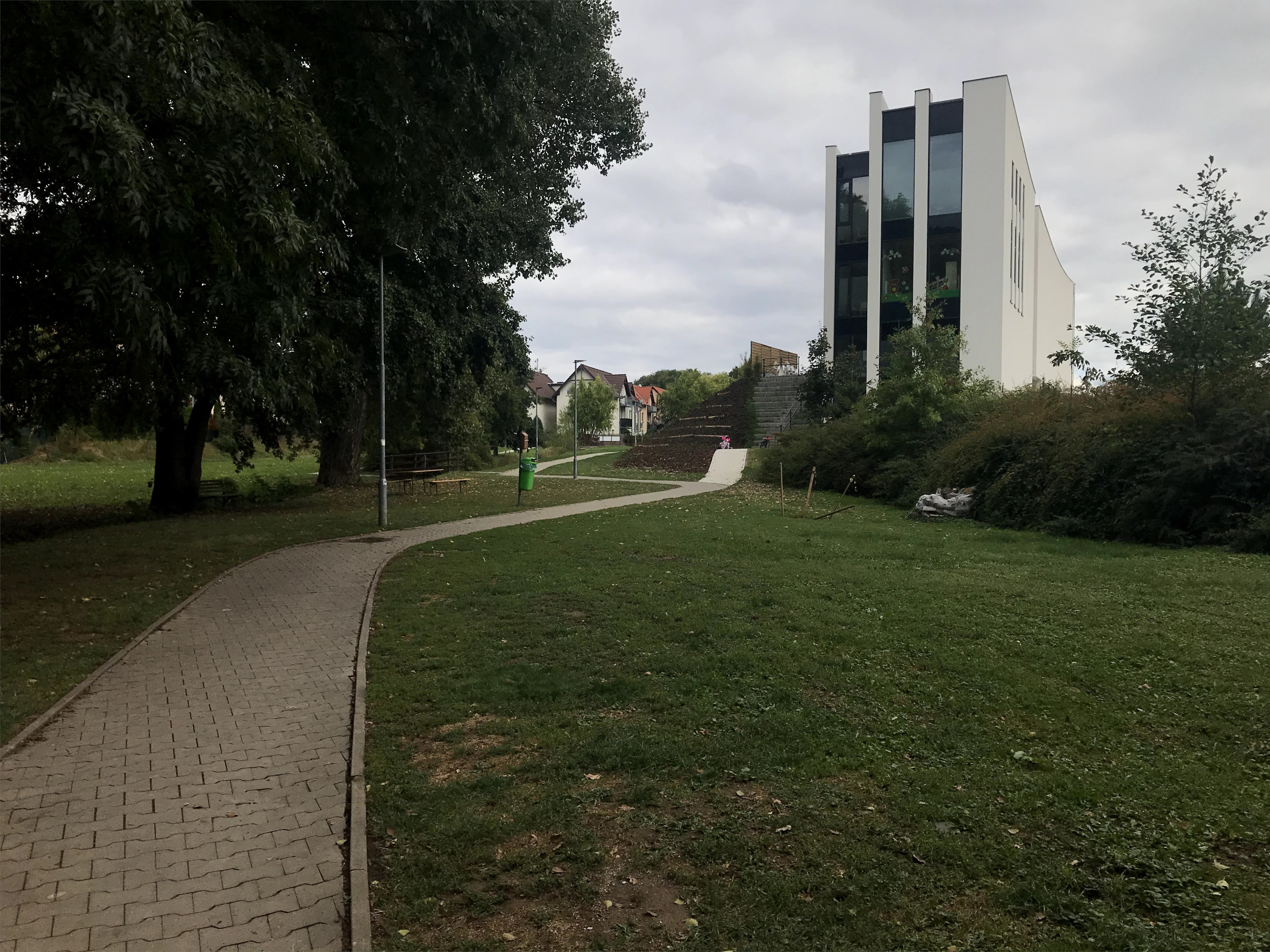
Společenské centrum
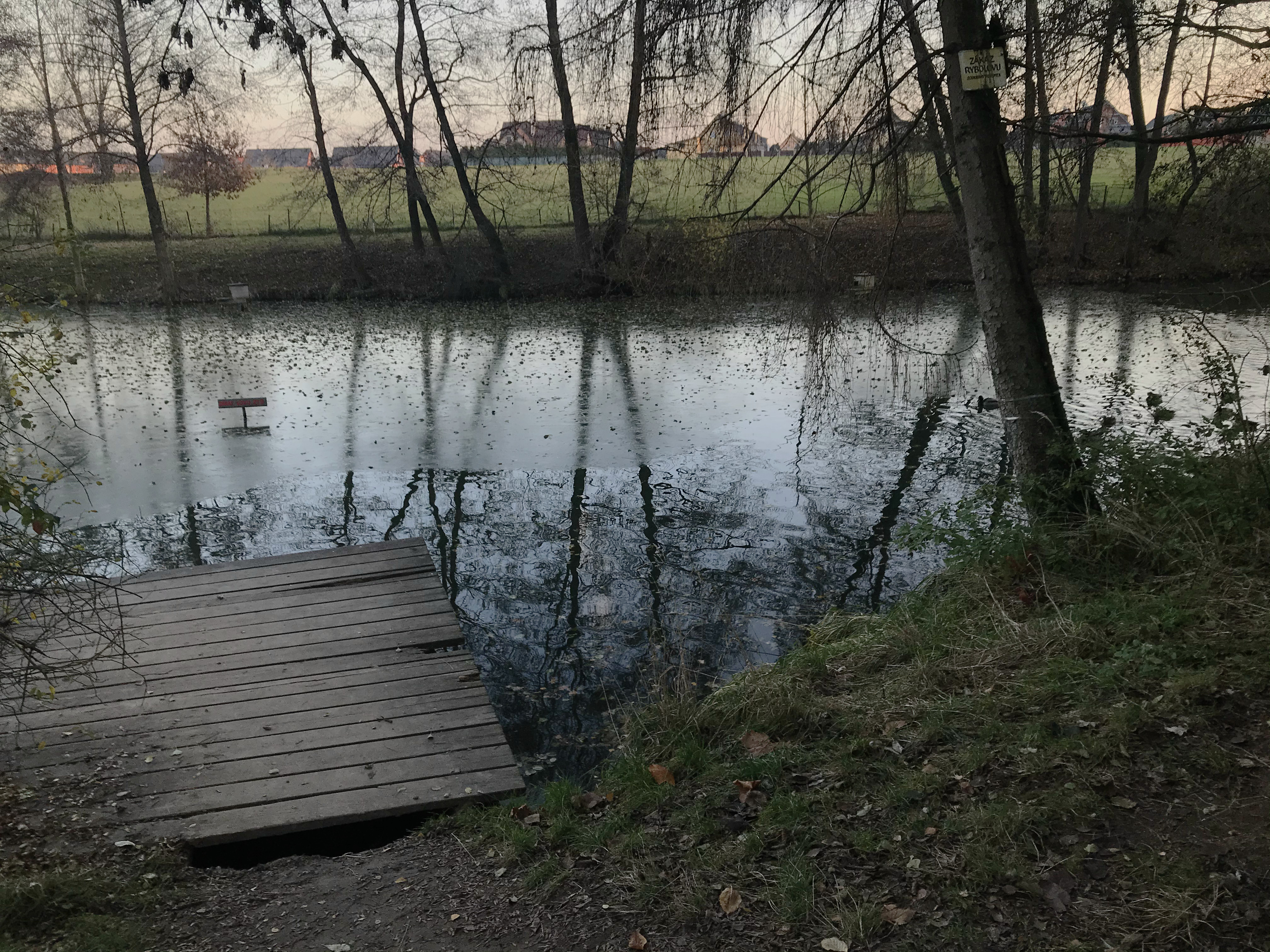
rybník v zeleném pásu uvnitř nové výstavby